# 科爾尼克冰川

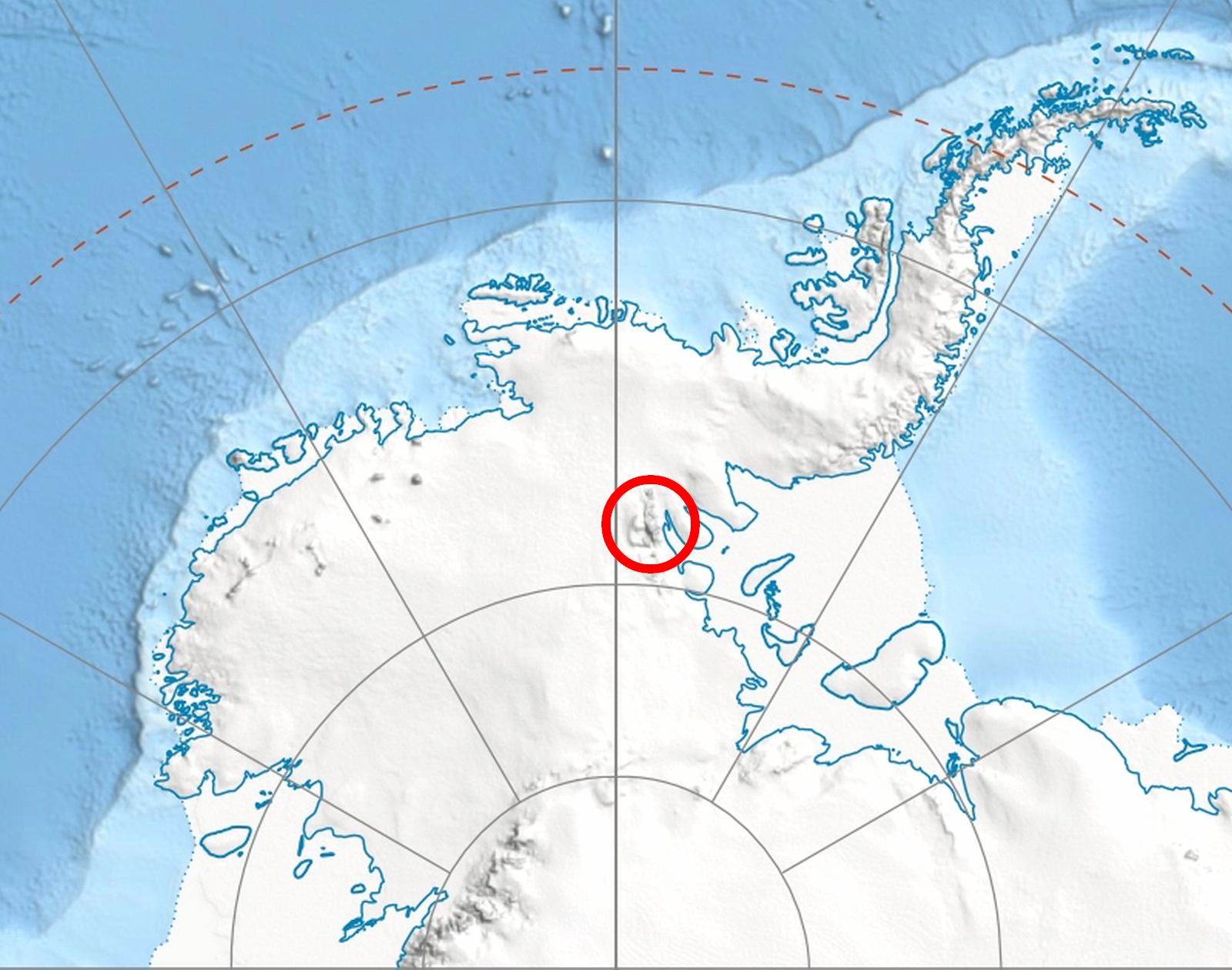

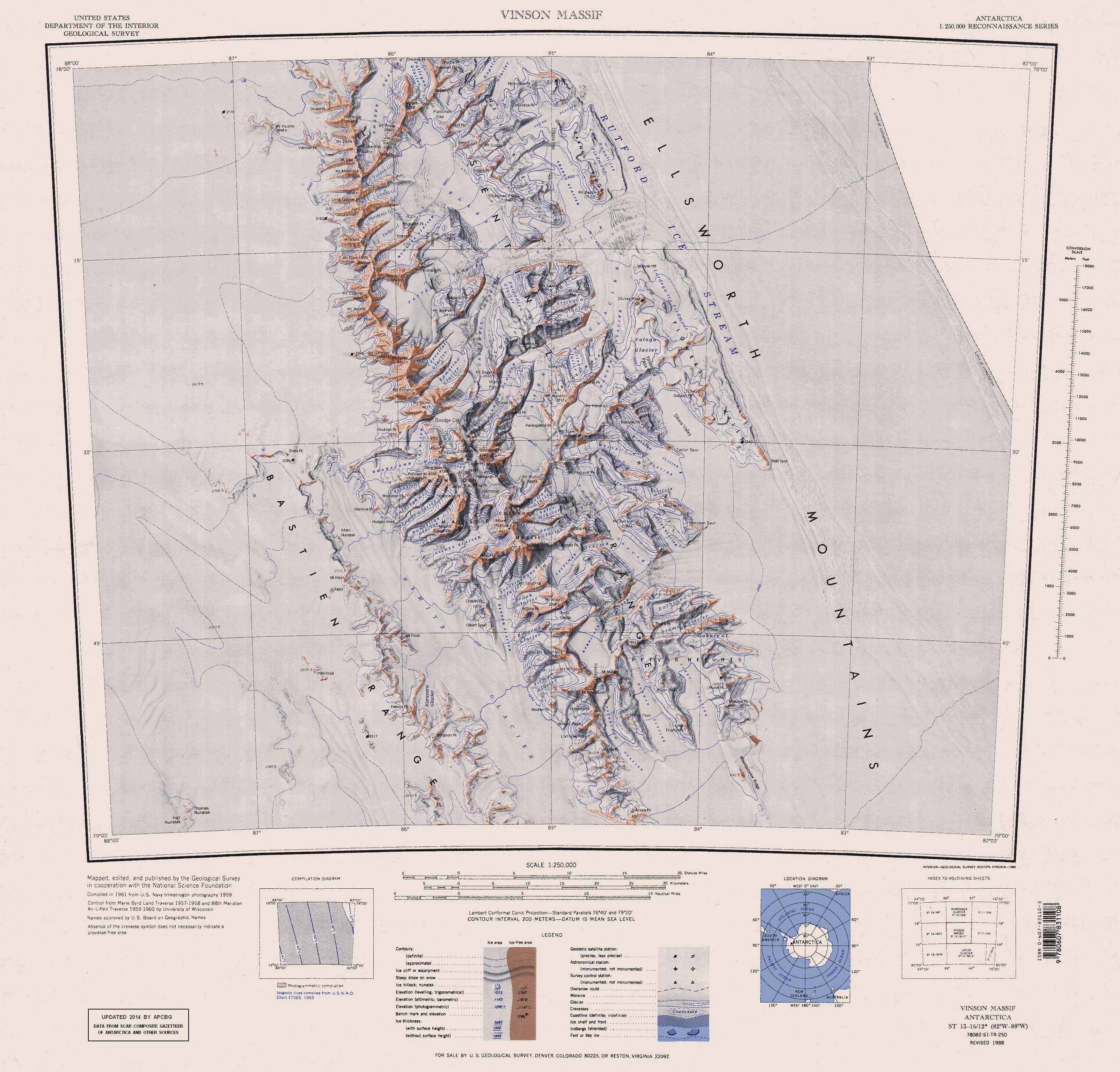

科爾尼克冰川（英語：Kornicker Glacier）是南極洲的冰川，位於埃爾斯沃思地，處於埃爾斯沃思山脈的森蒂納爾嶺地區，流經佩特瓦爾高地西北部，以史密森尼學會的動物學家命名。

## 外部連結
- SCAR Composite Gazetteer of Antarctica（页面存档备份，存于）.

78°43′S 84°35′W / 78.717°S 84.583°W